# Yosef Karami
Yosef Karami, född 22 mars 1983 i Mianeh, Iran, är en iransk taekwondoutövare. Han har bland annat vunnit en bronsmedalj i de olympiska sommarspelen 2004 i Aten.
Han tog OS-brons i mellanviktsklassen i samband med de olympiska taekwondo-turneringarna 2004 i Aten.